# Gorenja vas pri Polici
Gorenja vas pri Polici je naselje v Občini Grosuplje.